# Маршалл (Індіана)
Маршалл (англ. Marshall) — місто (англ. town) в США, в окрузі Парк штату Індіана. Населення — 274 особи (2020).

## Географія
Маршалл розташований за координатами 39°50′52″ пн. ш. 87°11′12″ зх. д. / 39.84778° пн. ш. 87.18667° зх. д. (39.847680, -87.186785).  За даними Бюро перепису населення США в 2010 році місто мало площу 0,66 км², уся площа — суходіл.

## Демографія
Згідно з переписом 2010 року, у місті мешкали 324 особи в 121 домогосподарстві у складі 90 родин. Густота населення становила 489 осіб/км².  Було 136 помешкань (205/км²).
Расовий склад населення:
| - 98,5 % — білих - 1,2 % — корінних американців |

До двох чи більше рас належало 0,0 %. Частка іспаномовних становила 1,2 % від усіх жителів.
За віковим діапазоном населення розподілялося таким чином: 23,8 % — особи молодші 18 років, 63,5 % — особи у віці 18—64 років, 12,7 % — особи у віці 65 років та старші. Медіана віку мешканця становила 39,6 року. На 100 осіб жіночої статі у місті припадало 88,4 чоловіків;  на 100 жінок у віці від 18 років та старших — 93,0 чоловіків також старших 18 років.
Середній дохід на одне домашнє господарство  становив 50 971 долар США (медіана — 41 607), а середній дохід на одну сім'ю — 56 635 доларів (медіана — 53 750). За межею бідності перебувало 16,9 % осіб, у тому числі 44,0 % дітей у віці до 18 років та 0,0 % осіб у віці 65 років та старших.
Цивільне працевлаштоване населення становило 158 осіб. Основні галузі зайнятості: виробництво — 32,9 %, освіта, охорона здоров'я та соціальна допомога — 16,5 %, роздрібна торгівля — 7,0 %, фінанси, страхування та нерухомість — 7,0 %.